# Przerośl
Przerośl è un comune rurale polacco del distretto di Suwałki, nel voivodato della Podlachia.
Ricopre una superficie di 123,84 km² e nel 2004 contava 3 104 abitanti.